# Критска писменост
Критската писменост или още Критско-минойската писменост е с оригинален произход.
Разпространена е на остров Крит по времето на минойската цивилизация и в периода от края на 3 хилядолетие пр.н.е. до началото на 2 хилядолетие пр.н.е. Има смесен характер, т.е. около 80 – 90 знака за „гласни звуци“ или „съгласен + гласен“ + няколко идеограми.
Развитието ѝ преминава през няколко етапа:
- Критски йероглифи:
  - – „Йероглифи А“ (рисунъчни знаци)
  - – „Йероглифи Б“ (опростени рисунъчни знаци развили се в Линеар А)
- – Линеар А (знаци загубили сходството си с рисунъчните оригинали)
- – Линеар Б (разчетен)

В развитието си критската писменост или писмо силно се изменя като състав на знаците. Въпреки това, с оглед на географско-историческата локализация, критската писменост се разглежда систематично и в цялост като единна и приемствена такава.
Критската писменост е била неизвестна за науката до самия край на 19 век, докато Артър Еванс не открива двореца в Кносос.